# Annapurna (bjerg)
 For alternative betydninger, se Annapurna. (Se også artikler, som begynder med Annapurna)
Annapurna (Sanskrit, Nepalsk, Nepal Bhasa: अन्नपूर्ण) er en serie af bjergtoppe i Himalaya. 
Annapurna-massivet er 55 km langt og det højeste punkt, Annapurna I, er 8091 meter højt og verdens 10. højeste bjerg og et af de 14 højeste bjerge på jorden "Otte-tusinder". 
Annapurna ligger øst for den store kløft, der skærer igennem Himalaya ved Kali Gandaki floden, som deler den fra Dhaulagiri-massivet (Dhaulagiri I ligger 34 km vest for Annapurna I). 
Annapurna er Sanskrit og betyder "høstens gudinde". Annapurna er et andet navn for hindugudinden Parvati og er gudinde for fertilitet og landbrug samt en avatar af Durga.

## Geografi
Annapurna-massivet inkluderer seks bjergtoppe over 7200 meter:
| Annapurna I     | 8.091 m | Verdens 10. højeste bjerg  | 28°35′42″N 83°49′08″Ø / 28.595°N 83.819°Ø |
| Annapurna II    | 7.937 m | Verdens 16. højeste bjerg  | 28°32′20″N 84°08′13″Ø / 28.539°N 84.137°Ø |
| Annapurna III   | 7.555 m | Verdens 42. højeste bjerg  | 28°35′06″N 84°00′00″Ø / 28.585°N 84.000°Ø |
| Annapurna IV    | 7.525 m | (ikke et separat bjerg)    | 28°32′20″N 84°05′13″Ø / 28.539°N 84.087°Ø |
| Gangapurna      | 7.455 m | Verdens 59. højeste bjerg  | 28°36′22″N 83°57′54″Ø / 28.606°N 83.965°Ø |
| Annapurna South | 7.219 m | Verdens 101. højeste bjerg | 28°31′05″N 83°48′22″Ø / 28.518°N 83.806°Ø |

## Bestigningsekspeditioner

### Annapurna I
Annapurna I var det første 8.000-meter bjerg der blev besteget. Maurice Herzog og Louis Lachenal fra en fransk ekspedition (med Lionel Terray, Gaston Rébuffat, Marcel Ichac, Jean Couzy, Marcel Schatz, Jacques Oudot og Francis de Noyelle) nåede toppen den 3. juni 1950. ("Victoire sur l'Annapurna" af Marcel Ichac er en dokumentar om bjergbestigningen).
Annapurna I var verdens højeste bestegede bjergtop i tre år indtil Mount Everest (8.848m) blev besteget første gang i 1953 (Højere punkter – mindst 8.500 meter – blev dog nået på Mount Everest i 1920erne).
Sydsiden af Annapurna I blev først besteget i 1970 af Don Whillans og Dougal Haston, medlemmer af en Britisk ekspedition ledet af Chris Bonington og med Ian Clough, som blev dræbt af faldende is under nedstigningen.
Otte år senere kom den første amerikanske ekspedition – The American Women's Annapurna Expedition – ledet af Arlene Blum. Der var kun kvinder på ekspeditionsholdet. To af medlemmerne Alison Chadwick-Onyszkiewicz og Vera Watson døde efter fald mellem Camp 4 og Camp 5. De andre 11 medlemmer af ekspeditionen var de første amerikanske kvinder, der besteg Annapurna I.
Den 3. februar 1987 blev de polske bjergbestigere Jerzy Kukuczka og Artur Hajzer de første, der besteg Annapurna I om vinteren – den tid på året hvor der er størst fare for laviner.
Annapurna bjergtoppene er blandt verdens mest farlige at bestige med en dødsprocent på 40. Indtil 2005 har kun 103 besteget Annapurna I, 56 døde, da de forsøgte at nå toppen.

### De andre bjergtoppe
Annapurna II blev besteget i 1960 af et britisk/indisk/nepalesisk ekspeditionshold ledt af Jimmy Roberts. 
Annapurna III blev først besteget i 1961 af en indisk ekspedition ledet af Mohan Kohli. 
Annapurna IV blev besteget i 1955 af et tysk hold ledet af Heinz Steinmetz. 
Gangapurna blev først besteget af et tysk hold ledet af Günther Hauser i 1956. Annapurna South – også kendt som Annapurna Dakshin eller Moditse – blev først besteget af en japansk ekspedition i 1964.

## Trekking
En trekkingrute, Annapurna Circuit, går hele vejen rundt om Annapurna-massivet, som starter i ca. 800 meters højde med højeste punkt ved Thorung La i 5.416 meters højde.